# Simo Parpola
Simo Parpola (Helsinki, 1943. július 4. –) finn asszíriológus, régész, a Helsinki Egyetem nyugalmazott asszíriológiaprofesszora. Az akkád nyelvek felirataira szakosodott, és 1987 óta dolgozik az Újasszír Szövegtár Projekten. Az American Oriental Society Tiszteletbeli Tagja.

## Élete
Simo Parpola szerint a Szefirot legrégebbi változatai az asszír teológiából és miszticizmusból erednek. A Kabbalában lévő Szefirotot az asszír élet fával párhuzamba állítva rekonstruálta, milyen lehetett a Szefirot asszír elődje. A Szefirot szféráit és Ein Sof tulajdonságait az asszír istenekre kivetítve szövegi és tulajdonságbeli párhuzamokat fedezett fel az asszír istenek és a zsidó Isten közt.
Az asszírok külön számot rendeltek minden istenhez, pontosan úgy, ahogy a Kabbala számozza a Szefirot szféráit. A különbség annyi, hogy az Asszírok hatvanas számrendszert használtak, a Szefirot pedig a tízes számrendszerre épül. Az asszír számrendszert használva, új szférák és rejtett összefüggések rajzolódnak ki a Szefirotban. Assur isten alapesetben az Asszír életfa felett lebeg, csakúgy mint Ein Sof, akinek neve - feltételezhetően egy sor alakváltást követően - az akkád Assur szóból alakulhatott ki.
Perpola ezen elő-Szefirot segítségével újrafordított több asszír táblát, mint pl. a Gilgames-eposzt, és arra a megállapításra jutott, hogy az írnokok nem csupán kalandos történeteket, hanem filozófiai-misztikus értekezéseket is lejegyeztek. Ez az asszír gondolkodásmód és filozófia később a Görög Filozófiában és a Kabbalában tűnt fel.
Parpola többek közt a Finn–Asszír Társaság (Suomi-Assyria Yhdistys) elnöke.

## A modern asszírokról alkotott nézetei
Parpola az asszírianizmus elkötelezett védelmezője, aki a modern asszírok és ősi őseik kapcsolatát erősíti. Szerinte a ma magukat és nyelvüket aráminak nevező asszírok az ősi asszírok leszármazottai.

## Munkássága
- Parpola, Simo (2004). „National and Ethnic Identity in the Neo-Assyrian Empire and Assyrian Identity in Post-Empire Times” (PDF). Journal of Assyrian Academic Studies 18 (2), Kiadó: JAAS. [2011. július 17-i dátummal az eredetiből archiválva].
- Neo-Assyrian Treaties and Loyalty Oaths
- The Correspondence of Sargon II
- The Standard Babylonian, Epic of Gilgamesh - cited in the article Epic of Gilgamesh
- Letters from Assyrian and Babylonian Scholars
- Assyrian Prophecies
- "The murderer of Sennacherib" in Death in Mesopotamia: XXVI Rencontre assyriologique internationale
- The Mesopotamian Soul of Western Culture Archiválva 2010. január 2-i dátummal a Wayback Machine-ben